# Peter Richter (Fußballspieler, 1939)
Peter Richter (* 6. September 1939) ist ein ehemaliger deutscher Fußballspieler. In den 1960er Jahren war er in der DDR-Liga, der zweithöchsten Liga im DDR-Fußball, vertreten.

## Sportliche Laufbahn
Als 1962 die Armeesportgemeinschaft ASG Vorwärts Leipzig aus der drittklassigen Bezirksliga in die DDR-Liga aufstieg, gehörte zum Spielerkader auch der 23-jährige Peter Richter. Mit der ASG Vorwärts bestritt er 1962/63 nur eine Saison, in der er hauptsächlich als halblinker Stürmer aufgeboten wurde. Von den 26 Ligaspielen bestritt er 17 Begegnungen und wurde mit sieben Toren zweitbester Torschütze der Mannschaft.
Zur Spielzeit 1963/64 schloss sich Peter Richter dem DDR-Oberligisten BSG Chemie Leipzig an. Dort wurde er ausschließlich in der Mannschaft der Oberligareserve eingesetzt. Überwiegend wieder als halblinker Stürmer aufgeboten bestritt er die Mehrzahl der Spiele und war einer der erfolgreichsten Torschützen.
Von der Saison 1964/65 an spielte Richter sechs Spielzeiten lang für die BSG Aktivist Böhlen. Mit ihr war er bis 1966 in Bezirksliga vertreten, bis in diesem Jahr der Aufstieg in die DDR-Liga gelang. In der Saison 1966/67 bestritt er von den 30 Ligaspielen nur sieben Partien. Er wurde auf verschiedenen Positionen des Angriffs eingesetzt und kam einmal zum Torerfolg. In der Folgezeit konnte er sich nicht in der 1. Mannschaft behaupten. Nur in der Spielzeit 1969/70 tauchte er noch einmal für ein DDR-Liga-Spiel auf. Als Vertreter des etatmäßigen Linksaußen wurde Richter auf dessen Position eingesetzt, und es gelang ihm noch einmal ein Punktspieltor.
Anschließend wechselte Peter Richter zur BSG Empor Nordwest Leipzig in die fünftklassige Kreisklasse, wo er später seine Fußballerkarriere beendete.